# Lauraguel
Lauraguel [loʁaɡɛl]  est une commune française, située dans l'Ouest du département de l'Aude en région Occitanie.
Sur le plan historique et culturel, la commune fait partie du Razès, un pays historiquement très étendu, qui ne se résume aujourd'hui qu'aux collines de la Malepère et au bas Razès au centre et au sud, limité par le pays de Sault. Exposée à un climat méditerranéen, elle est drainée par le Sou, l'Albane, le Réal et par un autre cours d'eau. La commune possède un patrimoine naturel remarquable composé d'une zone naturelle d'intérêt écologique, faunistique et floristique.
Lauraguel est une commune rurale qui compte 621 habitants en 2022, après avoir connu une forte hausse de la population depuis 1975. Elle fait partie de l'aire d'attraction de Limoux. Ses habitants sont appelés les Lauraguélois  et ses habitantes les Lauraguéloises.

## Géographie

### Communes limitrophes
Les communes limitrophes sont  Gaja-et-Villedieu, Malviès, Pauligne, Routier et Saint-Martin-de-Villereglan.
|          | Malviès           |                             |
| Routier  | Lauraguel         | Saint-Martin-de-Villereglan |
| Pauligne | Gaja-et-Villedieu |                             |

### Hydrographie
La commune est dans la région hydrographique « Côtiers méditerranéens », au sein du bassin hydrographique Rhône-Méditerranée-Corse. Elle est drainée par le Sou, l'Albane, le Réal et le ruisseau de Combe Marty, qui constituent un réseau hydrographique de 10 km de longueur totale,.
Le Sou, d'une longueur totale de 17,2 km, prend sa source dans la commune de Massac et s'écoule vers le nord. Il traverse la commune et se jette dans l'Orbieu à Vignevieille, après avoir traversé 4 communes.

### Climat
Pour des articles plus généraux, voir Climat de l'Occitanie et Climat de l'Aude.
En 2010, le climat de la commune est de type climat méditerranéen altéré, selon une étude s'appuyant sur une série de données couvrant la période 1971-2000. En 2020, Météo-France publie une typologie des climats de la France métropolitaine dans laquelle la commune est dans une zone de transition entre le climat océanique altéré et le climat de montagne ou de marges de montagne et est dans une zone de transition entre les régions climatiques « Aquitaine, Gascogne » et « Pyrénées orientales »0.
Pour la période 1971-2000, la température annuelle moyenne est de 13,4 °C, avec  une amplitude thermique annuelle de 15,7 °C. Le cumul annuel moyen de précipitations est de 766 mm, avec 10 jours de précipitations en janvier et 4,9 jours en juillet. Pour la période 1991-2020 la température moyenne annuelle observée sur la station météorologique la plus proche, située sur la commune de Limoux à 6 km à vol d'oiseau, est de 13,6 °C et le cumul annuel moyen de précipitations est de 666,0 mm,. Pour l'avenir, les paramètres climatiques de la commune estimés pour 2050 selon différents scénarios d’émission de gaz à effet de serre sont consultables sur un site dédié publié par Météo-France en novembre 2022.

### Milieux naturels et biodiversité

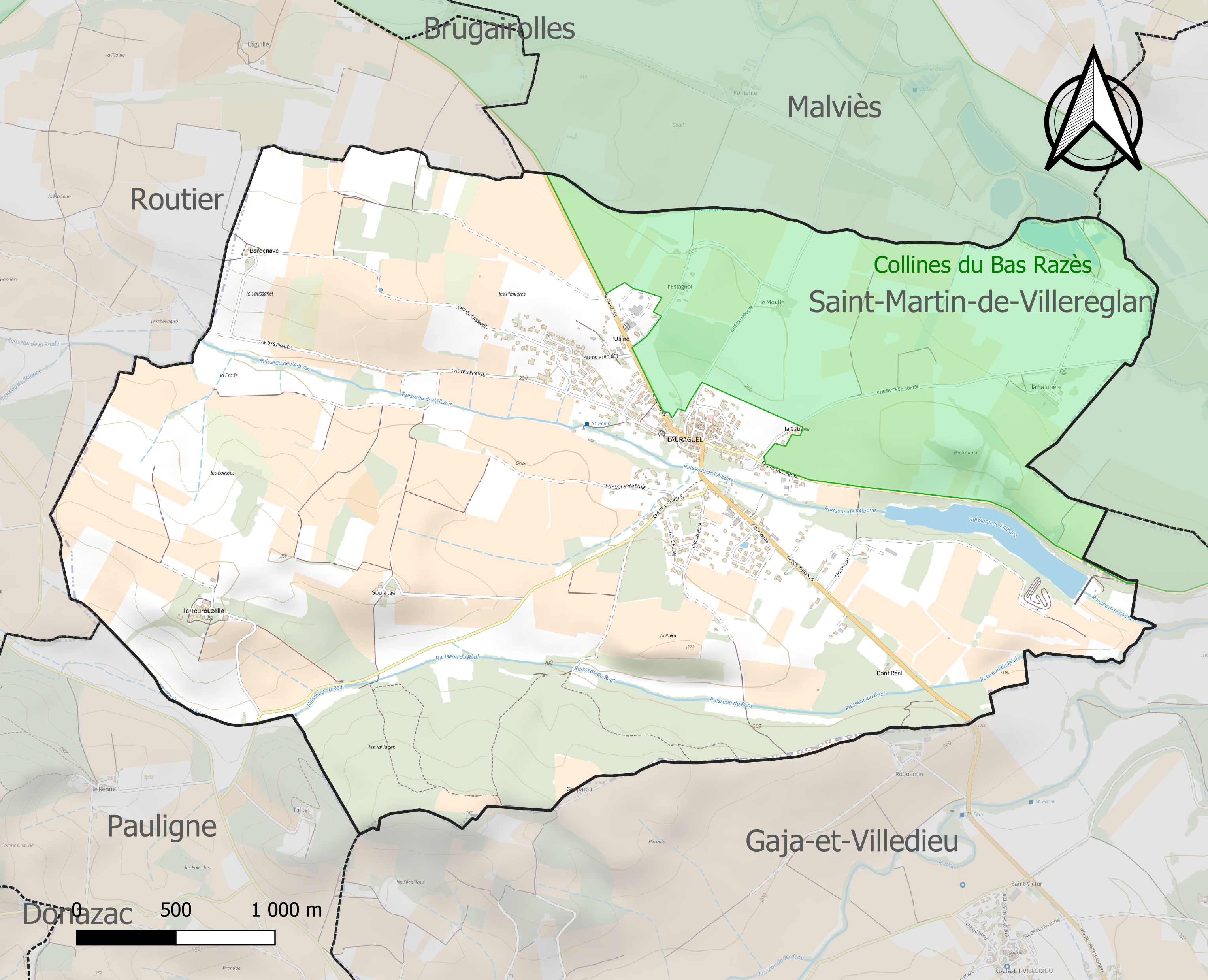
Carte de la ZNIEFF de type 1 localisée sur la commune.

L’inventaire des zones naturelles d'intérêt écologique, faunistique et floristique (ZNIEFF) a pour objectif de réaliser une couverture des zones les plus intéressantes sur le plan écologique, essentiellement dans la perspective d’améliorer la connaissance du patrimoine naturel national et de fournir aux différents décideurs un outil d’aide à la prise en compte de l’environnement dans l’aménagement du territoire. Une ZNIEFF de type 1 est recensée sur la commune : les « collines du Bas Razès » (3 551 ha), couvrant 13 communes du département.

## Urbanisme

### Typologie
Au 1er janvier 2024, Lauraguel est catégorisée commune rurale à habitat dispersé, selon la nouvelle grille communale de densité à 7 niveaux définie par l'Insee en 2022.
Elle est située hors unité urbaine. Par ailleurs la commune fait partie de l'aire d'attraction de Limoux, dont elle est une commune de la couronne,. Cette aire, qui regroupe 39 communes, est catégorisée dans les aires de moins de 50 000 habitants,.

### Occupation des sols
L'occupation des sols de la commune, telle qu'elle ressort de la base de données européenne d’occupation biophysique des sols Corine Land Cover (CLC), est marquée par l'importance des territoires agricoles (81,9 % en 2018), en diminution par rapport à 1990 (89 %). La répartition détaillée en 2018 est la suivante : cultures permanentes (73,1 %), forêts (11 %), zones urbanisées (7 %), zones agricoles hétérogènes (5,2 %), terres arables (3,7 %). L'évolution de l’occupation des sols de la commune et de ses infrastructures peut être observée sur les différentes représentations cartographiques du territoire : la carte de Cassini (XVIIIe siècle), la carte d'état-major (1820-1866) et les cartes ou photos aériennes de l'IGN pour la période actuelle (1950 à aujourd'hui).

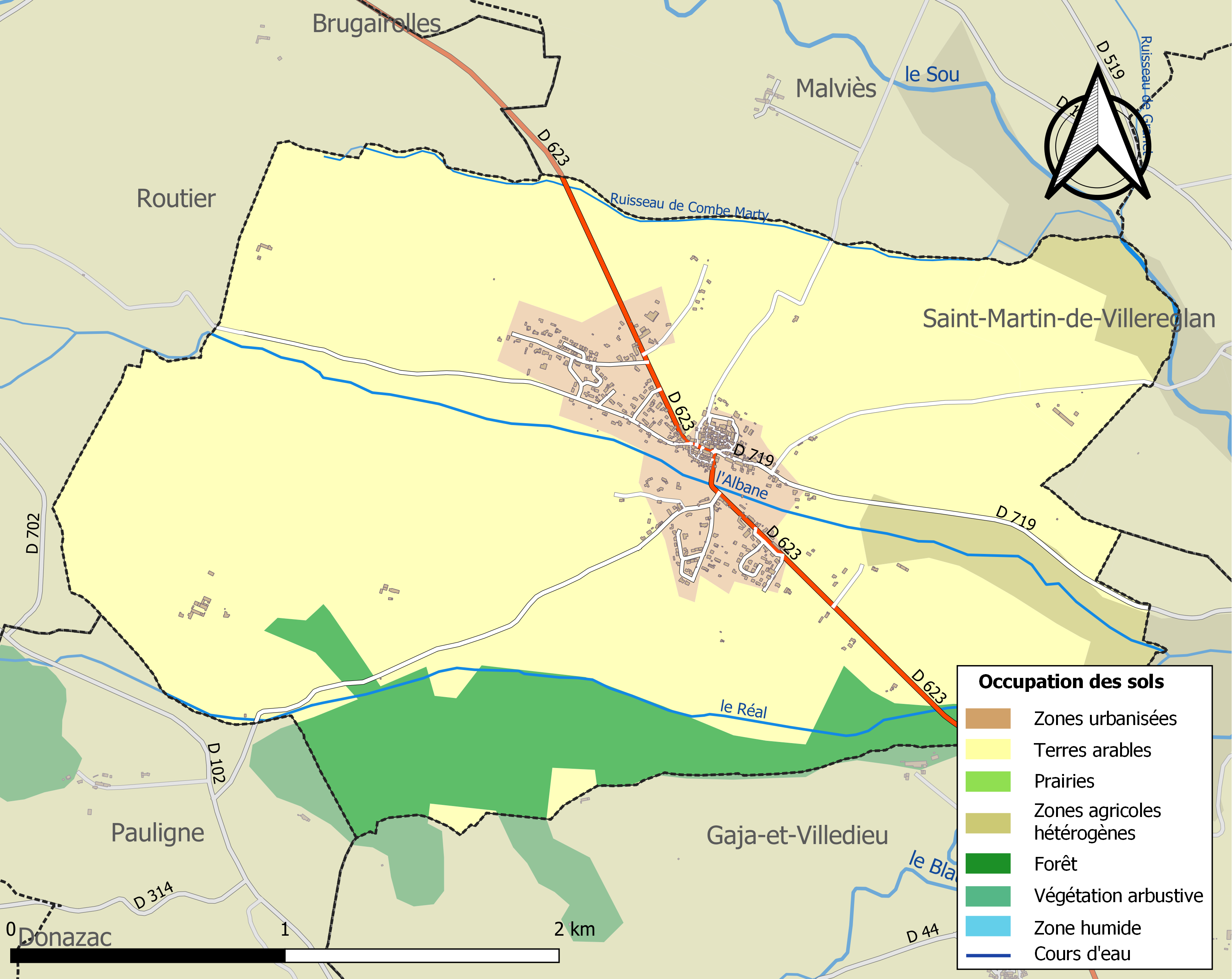
Carte des infrastructures et de l'occupation des sols de la commune en 2018 (CLC).

### Risques majeurs
Le territoire de la commune de Lauraguel est vulnérable à différents aléas naturels : météorologiques (tempête, orage, neige, grand froid, canicule ou sécheresse), inondations et séisme (sismicité faible). Un site publié par le BRGM permet d'évaluer simplement et rapidement les risques d'un bien localisé soit par son adresse soit par le numéro de sa parcelle.
Certaines parties du territoire communal sont susceptibles d’être affectées par le risque d’inondation par débordement de cours d'eau, notamment le Sou. La commune a été reconnue en état de catastrophe naturelle au titre des dommages causés par les inondations et coulées de boue survenues en 1982, 1992, 1996, 1999, 2009 et 2021,.

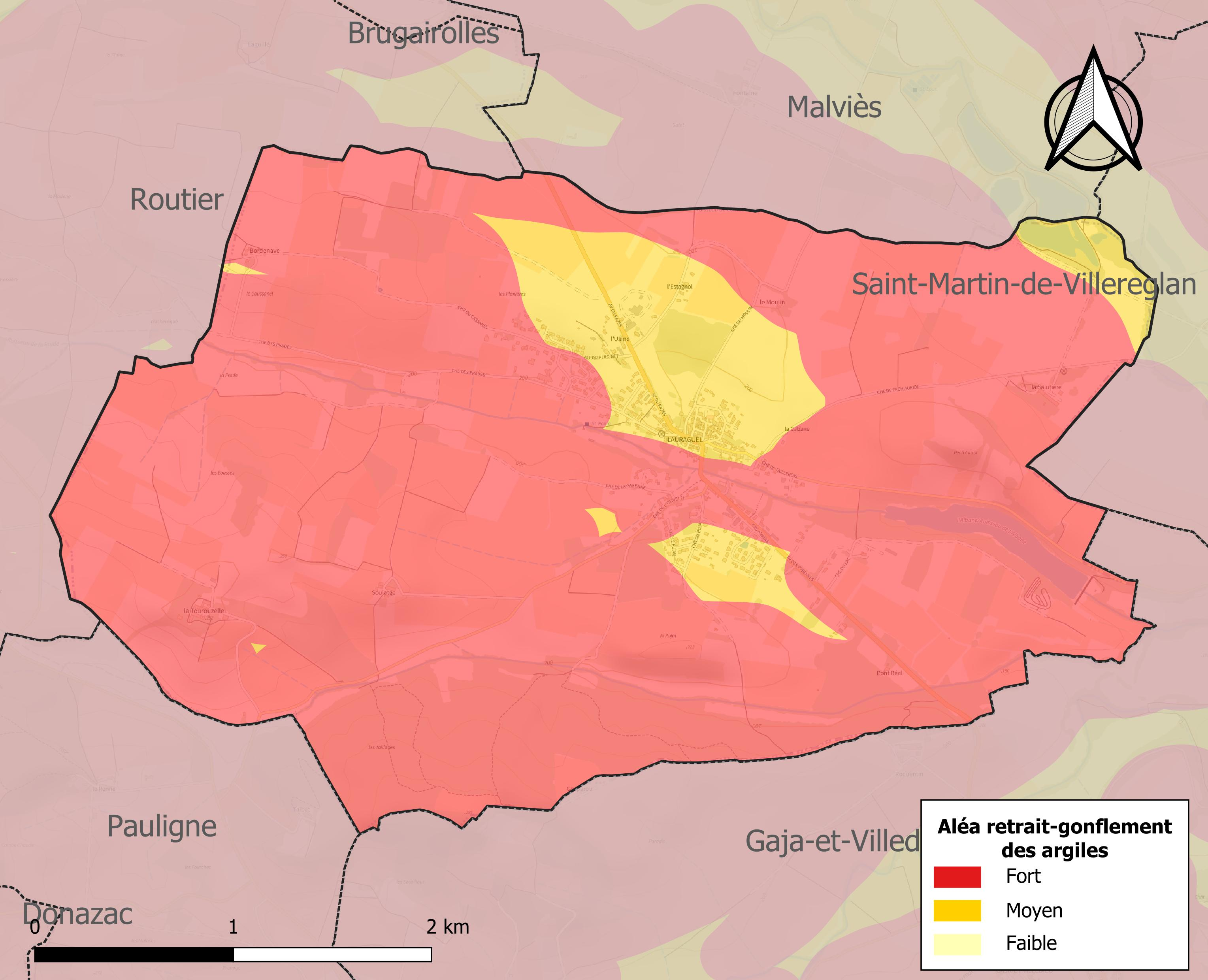
Carte des zones d'aléa retrait-gonflement des sols argileux de Lauraguel.

Le retrait-gonflement des sols argileux est susceptible d'engendrer des dommages importants aux bâtiments en cas d’alternance de périodes de sécheresse et de pluie. La totalité de la commune est en aléa moyen ou fort (75,2 % au niveau départemental et 48,5 % au niveau national). Sur les 317 bâtiments dénombrés sur la commune en 2019, 317 sont en aléa moyen ou fort, soit 100 %, à comparer aux 94 % au niveau départemental et 54 % au niveau national. Une cartographie de l'exposition du territoire national au retrait gonflement des sols argileux est disponible sur le site du BRGM,.

## Politique et administration
| Période                                  | Période  | Identité        | Étiquette    | Qualité                                            |
| ---------------------------------------- | -------- | --------------- | ------------ | -------------------------------------------------- |
| 1945                                     | 1978     | Jacques Berniès | SFIO puis PS | Conseiller général du canton d'Alaigne (1945→1973) |
| juin 1995                                | 2014     | Jacques Durand  | PS           | Conseiller général du canton d'Alaigne (1998→2015) |
| mars 2014                                | En cours | Joël Cathala    |              |                                                    |
| Les données manquantes sont à compléter. |          |                 |              |                                                    |

## Démographie
L'évolution du nombre d'habitants est connue à travers les recensements de la population effectués dans la commune depuis 1793. Pour les communes de moins de 10 000 habitants, une enquête de recensement portant sur toute la population est réalisée tous les cinq ans, les populations de référence des années intermédiaires étant quant à elles estimées par interpolation ou extrapolation. Pour la commune, le premier recensement exhaustif entrant dans le cadre du nouveau dispositif a été réalisé en 2006.

En 2022, la commune comptait 621 habitants, en évolution de +0,98 % par rapport à 2016 (Aude : +2,65 %, France hors Mayotte : +2,11 %).
| 1793 | 1800 | 1806 | 1821 | 1831 | 1836 | 1841 | 1846 | 1851 |
| ---- | ---- | ---- | ---- | ---- | ---- | ---- | ---- | ---- |
| 410  | 389  | 368  | 410  | 394  | 429  | 439  | 394  | 430  |

| 1856 | 1861 | 1866 | 1872 | 1876 | 1881 | 1886 | 1891 | 1896 |
| ---- | ---- | ---- | ---- | ---- | ---- | ---- | ---- | ---- |
| 460  | 433  | 409  | 390  | 403  | 384  | 410  | 413  | 425  |

| 1901 | 1906 | 1911 | 1921 | 1926 | 1931 | 1936 | 1946 | 1954 |
| ---- | ---- | ---- | ---- | ---- | ---- | ---- | ---- | ---- |
| 418  | 444  | 405  | 348  | 389  | 375  | 380  | 382  | 355  |

| 1962 | 1968 | 1975 | 1982 | 1990 | 1999 | 2006 | 2011 | 2016 |
| ---- | ---- | ---- | ---- | ---- | ---- | ---- | ---- | ---- |
| 350  | 404  | 368  | 431  | 416  | 461  | 507  | 604  | 615  |

| 2021 | 2022 | - | - | - | - | - | - | - |
| ---- | ---- | - | - | - | - | - | - | - |
| 615  | 621  | - | - | - | - | - | - | - |

## Économie

### Revenus
En 2018  (données INSEE publiées en septembre 2021), la commune compte 262 ménages fiscaux, regroupant 620 personnes. La médiane du revenu disponible par unité de consommation est de 19 810 € (19 240 € dans le département).

### Emploi
| Division       | 2008   | 2013   | 2018   |
| -------------- | ------ | ------ | ------ |
| Commune        | 10,7 % | 12,4 % | 13 %   |
| Département    | 10,2 % | 12,8 % | 12,6 % |
| France entière | 8,3 %  | 10 %   | 10 %   |

En 2018, la population âgée de 15 à 64 ans s'élève à 356 personnes, parmi lesquelles on compte 74,5 % d'actifs (61,5 % ayant un emploi et 13 % de chômeurs) et 25,5 % d'inactifs,. Depuis 2008, le taux de chômage communal (au sens du recensement) des 15-64 ans est supérieur à celui de la France et du département.
La commune fait partie de la couronne de l'aire d'attraction de Limoux, du fait qu'au moins 15 % des actifs travaillent dans le pôle,. Elle compte 94 emplois en 2018, contre 113 en 2013 et 127 en 2008. Le nombre d'actifs ayant un emploi résidant dans la commune est de 222, soit un indicateur de concentration d'emploi de 42,3 % et un taux d'activité parmi les 15 ans ou plus de 53,3 %.
Sur ces 222 actifs de 15 ans ou plus ayant un emploi, 63 travaillent dans la commune, soit 29 % des habitants. Pour se rendre au travail, 90,6 % des habitants utilisent un véhicule personnel ou de fonction à quatre roues, 1,3 % les transports en commun, 4,1 % s'y rendent en deux-roues, à vélo ou à pied et 4 % n'ont pas besoin de transport (travail au domicile).

### Activités hors agriculture
28 établissements sont implantés  à Lauraguel au 31 décembre 2019. Le tableau ci-dessous en détaille le nombre par secteur d'activité et compare les ratios avec ceux du département,. Le secteur du commerce de gros et de détail, des transports, de l'hébergement et de la restauration est prépondérant sur la commune puisqu'il représente 39,3 % du nombre total d'établissements de la commune (11 sur les 28 entreprises implantées  à Lauraguel), contre 32,3 % au niveau départemental.

### Agriculture
La commune est dans la « Région viticole » de l'Aude, une petite région agricole occupant une grande partie centrale du département, également dénommée localement « Corbeilles Minervois et Carcasses-Limouxin ». En 2020, l'orientation technico-économique de l'agriculture  sur la commune est la viticulture.
|               | 1988 | 2000 | 2010 | 2020 |
| ------------- | ---- | ---- | ---- | ---- |
| Exploitations | 34   | 27   | 20   | 20   |
| SAU (ha)      | 608  | 487  | 447  | 519  |

Le nombre d'exploitations agricoles en activité et ayant leur siège dans la commune est passé de 34 lors du recensement agricole de 1988  à 27 en 2000 puis à 20 en 2010 et enfin à 20 en 2020, soit une baisse de 41 % en 32 ans. Le même mouvement est observé à l'échelle du département qui a perdu pendant cette période 60 % de ses exploitations,. La surface agricole utilisée sur la commune a également diminué, passant de 608 ha en 1988 à 519 ha en 2020Parallèlement la surface agricole utilisée moyenne par exploitation a augmenté, passant de 18 à 26 ha.

## Culture locale et patrimoine

### Lieux et monuments
La commune ne compte aucun bâtiment protégé au titre des monuments historiques. On trouve cependant trois objets classés au titre des monuments historiques : une croix de chemin du XVIe siècle, deux chandeliers de 1650, la cloche de bronze de l’église.
- Église Saint-André de Lauraguel.

### Personnalités liées à la commune
- Urbain Gibert (1903-1989),historien et ethnologue, ancien instituteur du village.
- L'abbé Jean Cazaux (1935-2023), historien. Curé desservant l'église Saint-Vincent de Carcassonne de 1975 à 1999, Il entrepris en 1991 une grève de la faim au retentissement national pour protester contre le refus de la municipalité, de créer une place en face du portail sud permettant de dégager une vue d'ensemble sur le monument. Il repose au cimetière de Lauraguel[35],[36].

### Héraldique
| Blason de Lauraguel | Blason  | Parti : au 1er coupé, en I d'azur à un arbre d'argent sur lequel est perché un oiseau d'or (loriot d'Europe), en II fascé de gueules et d'argent, au 2e d'azur à une croix pattée cantonnée de quatre fleurs de lys posées en sautoir, le tout d'or. |
| Blason de Lauraguel | Détails | Le statut officiel du blason reste à déterminer. |
| Blason de Lauraguel | Alias   | Écartelé d'or et de sinople, à une croix brochant de l'un en l'autre. Blason attribué par Charles d'Hozier à la fin du XVIIe siècle. |